# San Marco in Bocca Lama

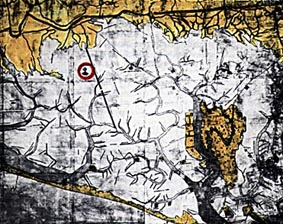
San Marco in Bocca Lama auf einer Karte von Cristoforo Sabbadino (1546)
Norden ist rechts

San Marco in Bocca Lama war eine Insel in der mittleren Lagune von Venedig unweit der Motte di Volpego und des Canale Campanella. Bis zum 16. Jahrhundert war sie in Karten verzeichnet, danach nur noch als „zerstörte“ oder „verlorene“ Insel. Im 19. Jahrhundert wurde sie gar nicht mehr verzeichnet. Seit den 1960er Jahren ist sie eine bedeutende archäologische Fundstätte für die spätmittelalterliche Geschichte der Lagune. Vor allem fand man eine 38 m lange und 5 m breite Galeere aus der Zeit um 1300.

## Geschichte
Bereits um 960 könnte eine der Hl. Maria geweihte Kirche auf der Insel bestanden haben. Hinzu kam ein Kloster von Regularkanonikern der Augustiner und ein Friedhof. 1013 entstand die Kirche S. Marco de Lama oder de Bocca Lama. 
Die Strömung des in die Lagune mündenden Flusses Brenta bedrohte die Insel vor 1320, doch als dieser Fluss umgeleitet wurde, und das Wasser 1327 gegenüber den Motte di Volpego, also nicht mehr direkt gegenüber San Marco in Bocca Lama in die Lagune strömte, tauchte die Insel für einige Zeit wieder auf. Daraufhin ließ der Abt auf der Grundlage einer Erlaubnis, die ihm der Große Rat am 28. Juli 1328 erteilt hatte, ein neues Gästehaus und weitere Gebäude errichten. Bereits 1347 mussten die Mönche die Insel jedoch verlassen; sie wurde 1348 für die Opfer der Pest als Friedhof freigegeben. Zwar kehrten die Mönche spätestens Anfang der 1380er wieder zurück, doch mussten sie die Insel Anfang des 15. Jahrhunderts endgültig aufgeben. 
1442 ließ der Papst die Renten des Klosters auf eine andere Kirche übertragen, das Priesteramt konnte nur noch als Sinekure vergeben werden, denn es gab keine Gemeinde mehr. Zu dieser Zeit verfiel die Kirche bereits. Die Sinekure wurde letztmals 1485 vergeben.
Schon im 15. Jahrhundert berichtet Marcantonio Sabellico von Ruinen auf der Insel, im 16. Jahrhundert konnte man sich kaum mehr an ihren Standort erinnern. Cristoforo Sabbadino (1489–1560) kannte allerdings noch ihre genaue Position.

## Ausgrabung der Kirche und des Klosters
1966 bis 1969 wurde unter Leitung des Ehreninspektors der Soprintendenza Archeologica del Veneto Ernesto Canal eine archäologische Grabungskampagne durchgeführt. Die Grabungsstätte befand sich rund 700 m nordwestlich von der Insel Campana (ex Batteria Podo), 2500 m südlich von der Insel Sant’Angelo della Polvere und etwa 1300 m östlich der Motte di Volpego. Das untersuchte Gebiet umfasste eine Fläche von etwa 1000 mal 200 m. Zahlreiche Knochenfunde wurden den Pesttoten von 1348 zugerechnet. 
Zum Bau des mit „A“ bezeichneten Gebäudes wurden Ziegel mit dem Format 17 × 8,5 × 4,5 benutzt, für Gebäude „B“ 21 × 10,5 × 4,5. Dabei hatte das letztere Gebäude eine Länge von 30 und eine Breite von 20 m. Gebäude „A“ wurde ohne schlamm- und wassersichere Pfähle errichtet, so dass man annehmen muss, dass zur Entstehungszeit der Untergrund noch fest war. Beim zweiten Gebäude war der Untergrund bereits weicher, so dass hier Sicherungen eingebaut werden mussten. Im Zusammenhang mit der Aufweichung des Untergrunds sprach man von impaludamento, also Versumpfung. Das Gebiet wurde 1452 zu einem Schutzdamm umgebaut, doch wurde es wenige Jahre später von den Wellen zerstört. Anscheinend gab es in der zweiten Hälfte des 16. Jahrhunderts einen letzten Versuch, einen Damm zu errichten.

## Fund einer Galeere und eines Transportschiffs

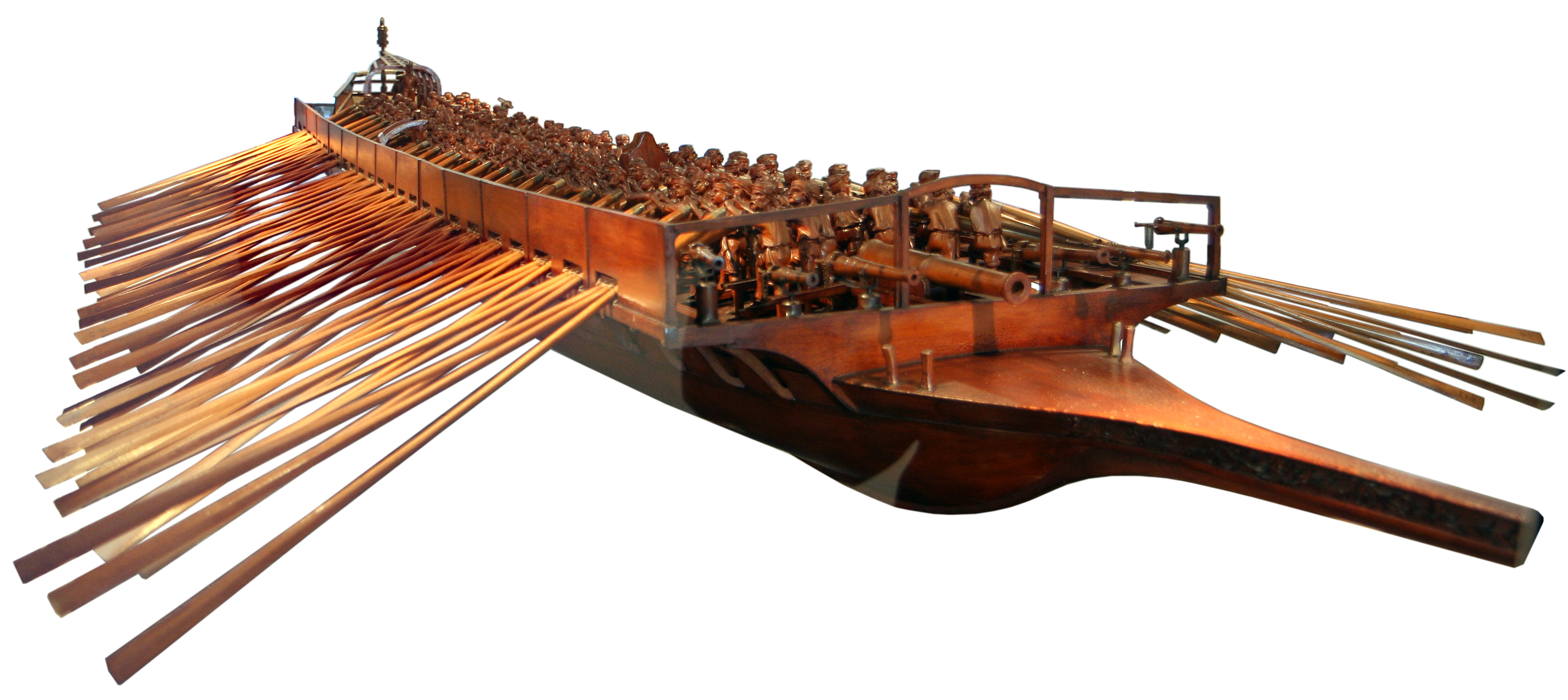
Galeerentyp mit einem Mann pro Ruder

1996 bis 1997 wurden anlässlich von Kanalbauten und von Bemühungen, die lokalen Barene zu schützen, erneut archäologische Untersuchungen durchgeführt. Dabei wurden zwei Schiffe aus der Zeit um 1300 entdeckt, die im Spätmittelalter als Verschalungen verwendet worden waren. Dies stand mit Rettungsversuchen in Zusammenhang, die zu dieser Zeit – letztlich erfolglos – durchgeführt worden waren. Während es sich bei dem einen der Schiffe um ein Plattbodenschiff handelte, war das andere eine Galeere. Damit wurde zum ersten Mal eine Galeere aus dieser frühen Phase ausgegraben.
Das Gebiet ist allerdings durch die starken Strömungen des verbreiterten und vertieften Kanals zwischen Malamocco und Marghera von Erosion bedroht. Darüber hinaus bestand akute Gefahr durch die aggressiven Fangmethoden der Muschelfischer. Daher sicherte der Magistrato alle Acque - Consorzio Venezia Nuova das Gebiet provisorisch ab. Zwei Ministerien und ein Forschungsinstitut waren an dem Ausgrabungsprojekt beteiligt, nämlich das für Kulturgüter und -aktivitäten, für Infrastruktur und Transport sowie die Universität Venedig. Hinzu kam das Unternehmen IDRA snc.
Die eigentliche Grabung fand von Juni bis Oktober 2001 statt. An 42 Tagen wurde sechs Stunden lang in Tiefen zwischen 1,30 und 2,50 m unterhalb des Meeresspiegels gearbeitet, je nach Tidenhöhe. Dazu wurde das Wasser partiell abgepumpt, wobei Eile geboten war, um das Holz nicht zu lange ungeschützt der Luft auszusetzen. Bei Sichttiefen von maximal 60 cm war es schwierig auch nur zu fotografieren, so dass man sich entschloss, die Fundstellen der beiden Schiffe sukzessive trockenzulegen. Dabei handelte es sich um eine Fläche von rund einem Hektar. Kurz vor Abschluss der Arbeiten wurde in der Galeere eine Skizze einer Galeere entdeckt. Auf der eingeritzten Skizze ist ein für die damaligen Verhältnisse moderner Schiffstyp dargestellt, bei dem auf jeder Bank drei Ruderer saßen, die jeweils ihr eigenes Ruder führten. Auch der Typ des Steuerruders am Heck war ungewöhnlich. Von ihm war bis dahin angenommen worden, dass er erst später aus Nordeuropa übernommen worden war, wo er bereits seit etwa 1200 in Gebrauch war. Das ältere Seitenruder zeigt etwa noch der Plan Venedigs von Jacopo de’ Barbari aus dem Jahr 1500, wohl deshalb, weil damit ein gewisser Konservatismus zum Ausdruck gebracht werden sollte.
Das Schiff ließ sich auf die Zeit zwischen dem späten 13. und der Mitte des 14. Jahrhunderts datieren. Seine Maße betrugen 38 m Länge und bis zu 5 m Breite. Das zweite Schiff, das gehoben wurde, eine Rascona, ein gängiger Schiffstyp zum Transport von Massengütern, war 23,6 m lang und 6 m breit. Die Seitenwände haben sich bis zu einer Höhe von rund 80 cm erhalten.